# هاينز ماير-ليبنتز
هاينز ماير-ليبنتز (بالألمانية: Heinz Maier-Leibnitz)‏ (و. 1911 – 2000 م) هو فيزيائي، وأستاذ جامعي من ألمانيا . ولد في إسلينغن آم نيكار. وكان عضواً في الأكاديمية الملكية السويدية للعلوم، والأكاديمية الفرنسية للعلوم .

## التعليم
تعلم في جامعة غوتنغن

## مناصب وهيئات
أدار جامعة ميونخ التقنية.

## جوائز
حصل على جوائز منها:
- ميدالية شتيرن-غيرلاخ (1996)
- ميدالية ويلهلم إكسنر [الإنجليزية]‏ (1985)
- Otto-Hahn Prize of the City of Frankfurt am Main  [لغات أخرى]‏ (1984)
- ميدالية كاروس  [لغات أخرى]‏ (1971)
- وسام الاستحقاق (بروسيا)
- وسام الاستحقاق البافاري
- الصليب الأكبر من وسام استحقاق جمهورية ألمانيا الاتحادية
- وسام الاستحقاق للفنون والعلوم
- وسام الاستحقاق لبادن-فورتمبيرغ
- النيشان البافاري الماكسيميلياني للعلوم والفن.

## روابط خارجية
- هاينز ماير-ليبنتز على موقع مونزينجر (الألمانية)